# 蔣廷翊
蔣廷翊，南唐官员。
蒋廷翊，为人清廉耿介，不马虎。昇元年间，唐烈祖李昪召文武官观看内藏，命他们随意去取金帛，百官都满载而归，只有蒋廷翊手持一困缣布（双经双纬的粗厚织物），其他无所取，时人以此称赞他，官至尚书郎。